# Station Bush Hill Park
Bush Hill Park is een spoorwegstation van National Rail in Enfield Town, Enfield in Engeland. Het station is eigendom van Network Rail en wordt beheerd door Greater Anglia. 